# Safia selene
Safia selene är en fjärilsart som beskrevs av Heinrich Benno Möschler 1880. Safia selene ingår i släktet Safia och familjen nattflyn. Inga underarter finns listade.